# 순천 조곡동 철도문화마을

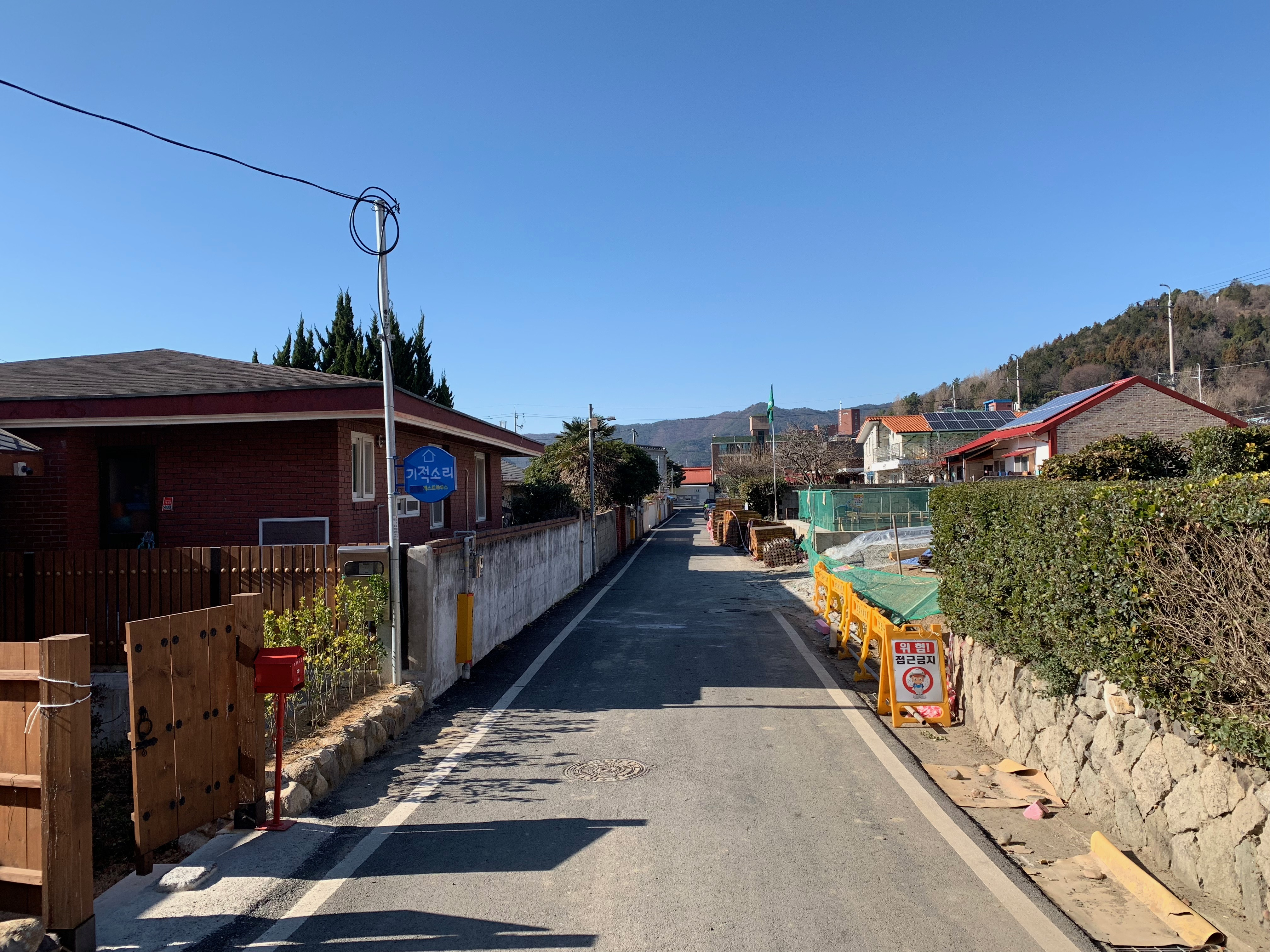
순천 조곡동 철도문화마을

순천 조곡동 철도문화마을은 전라남도 순천시 조곡동에 있는 철도 관련 유적이다. 순천역 인근에 있다. 일제강점기 전라선이 놓이면서 철도 관련 종사자들의 관사(官舍)로서 조성되었으며 해방 이후 계속하여 대한민국 철도청의 관사로 사용하다 민간에 불하되었다. 조곡동 철도관사마을이라고도 불린다.

## 역사
경부선, 호남선과 같은 철도를 부설한 이후 조선총독부는 철도국 소속 직원의 주거를 위하여 주요 역 주변에 관사를 지었다. 순천역 부근에도 1936년 무렵 관사를 조성하였는데, 이는 순천시 최초의 계획적인 주택단지 건설이었다. 단순히 관사만 지은 것이 아니라 병원, 운동장, 구락부(클럽)와 같은 편의시설을 함께 건설하였다.
해방 후 철도국의 자산을 넘겨받은 철도청은 순천의 관사를 계속 운영하였다. 현재의 주민들 가운데 다수는 철도청에서 근무한 퇴직자이거나 그들의 자손이다. 박정희 시대에 들어 관사 마을은 적산으로 분류되어 불하되었다.
조성 당시 152 채였던 관사 가운데 60여 채가 남아 있다.

## 건축
조곡동 철도문화마을은 완만한 경사를 지닌 비교적 평탄한 부지에 조성되었다. 관사들 사이에 바둑판과 같은 길을 내었고 직원의 지위에 따라 330 m2에서 2,000 m2까지 차등을 두어 제공하였으며 대부분의 관사는 400 m2정도의 면적으로 건축되었다.
관사는 삼나무를 이용한 목조 건물로 두 가구가 일렬로 붙은 쌍둥이 가옥이다. 목재는 일본에서 제작하여 옮겨와 조립하였다. 이 때문에 근대 일본 가옥의 특징이 잘 남아있다. 한국의 전통적인 목조 건물과 달리 벽체가 얇고 바닥에는 다다미를 깔았으며 실내에 화장실을 설치하였다. 가옥의 출입문을 북쪽으로 내고 남쪽에 생울타리를 심은 것도 한국의 전통 건축에서는 볼 수 없는 일본식 건축의 특징이다.

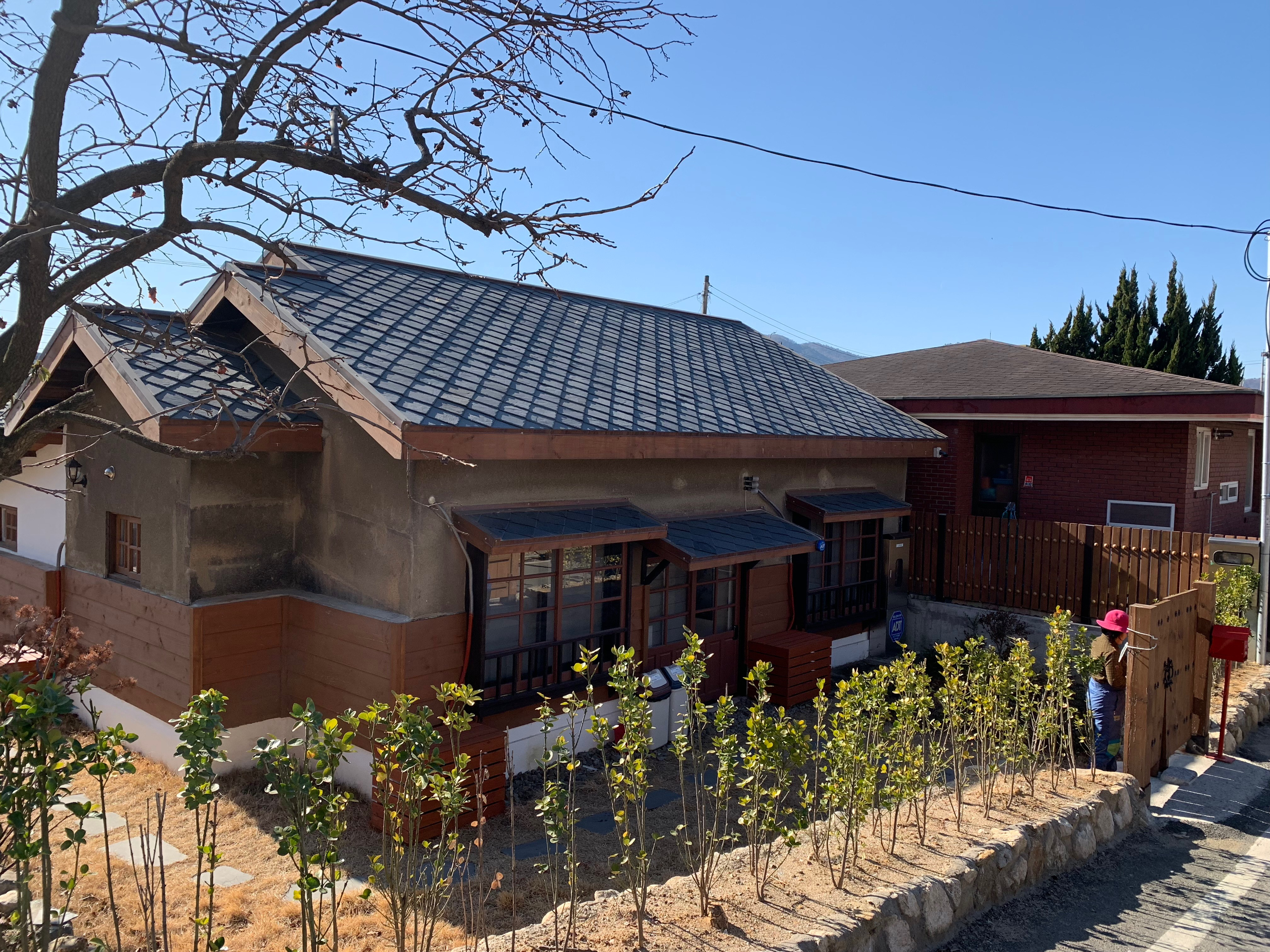
철도문화마을의 관사. 게스트하우스로 쓰이고 있다.
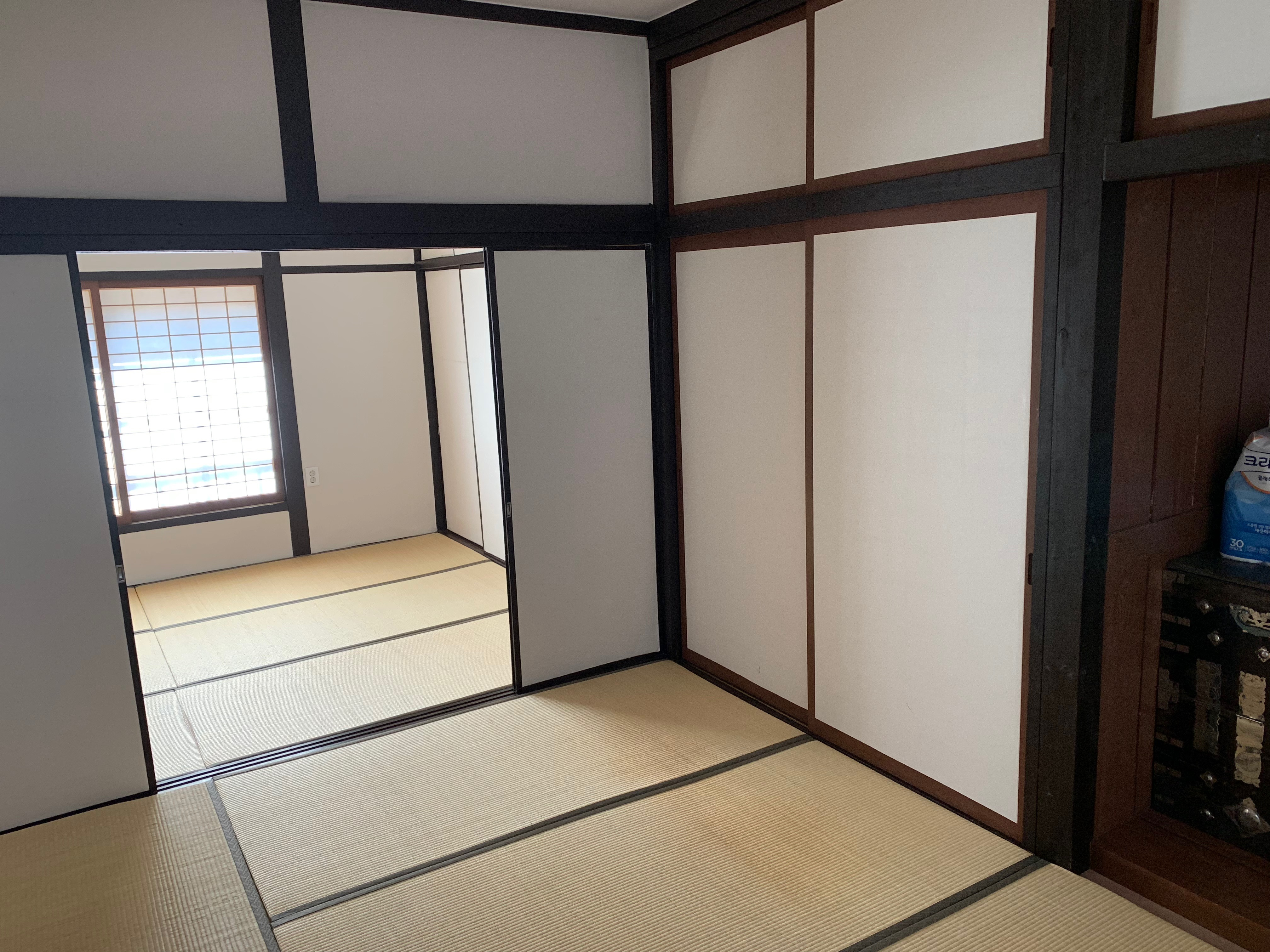
관사의 내부
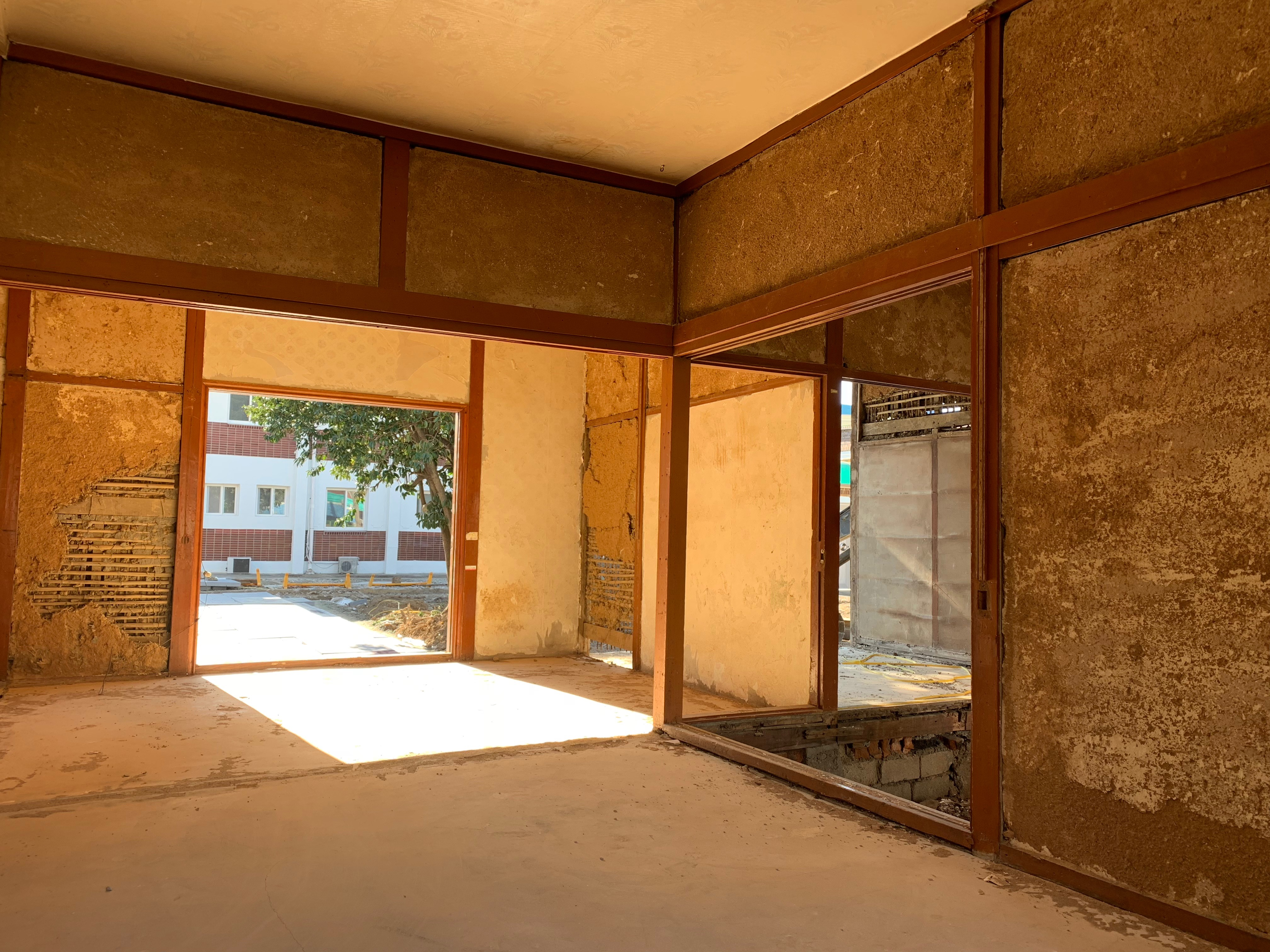
복원 중인 관사. 건축 당시의 벽재와 기둥의 모습을 살필 수 있다.

## 관광
2011년 조곡동 주민자치위원회가 철도관사와 철도의 역사에 대해 《마을유래 찾기》 책자를 낸 뒤, 2014년 순천시는 현존하는 관사들을 포함한 일대를 철도문화마을로 지정하고 관광자원화 사업을 추진하였다. 관사를 복원하여 게스트하우스로 운영하는 등 관광화 사업이 계속되고 있다.